# Cod genetic
Pentru alte utilizări ale numelui Cod, vezi Cod (dezambiguizare).
Codul genetic este de regulă succesiunea tripletelor de nucleotide (ARN) alcătuind un codon al unui lanț de aminoacizi, aceste combinații transmitand mai departe informația genetică, activând sinteza proteinelor.
Prin fenomenul de translație din interiorul celulei va lua naștere o legătură specifică de aminoacizi, deci fiecare moleculă de ARN (acid ribonucleic) conține o structură anumită de aminoacizi (cod).
Acest lanț de aminoacizi începe sinteza corespunzătoare a lanțului de ADN -lui care determină succesiunea și natura sintezei proteice.
Ca o condiție pentru această sinteză e necesar fenomenul de transcriere a informație ARN -> ADN.

Tabelul de mai jos indică nucleotidele (Adenină, Guanină, Citosină, Uracil și Timină) din codon și felul sau succesiunea în care se pot combina, având un număr de 4³ =64 codoane (combinații) posibile care pot fi cifrate sau codificate după următorul model:
| UUU Fenilalanina |
| UUC Fenilalanina |
| UUA Leucina      |
| UUG Leucina      |

| UCU Serina |
| UCC Serina |
| UCA Serina |
| UCG Serina |

| UAU Tirosină |
| UAC Tirosină |
| UAA Stop     |
| UAG Stop     |

| UGU Cisteină  |
| UGC Cisteină  |
| UGA Stop      |
| UGG Triptofan |

| CUU Leucină |
| CUC Leucină |
| CUA Leucină |
| CUG Leucină |

| CCU Prolină |
| CCC Prolină |
| CCA Prolină |
| CCG Prolină |

| CAU Histidină |
| CAC Histidină |
| CAA Glutamină |
| CAG Glutamină |

| CGU Arginină |
| CGC Arginină |
| CGA Arginină |
| CGG Arginină |

| AUU Isoleucină |
| AUC Isoleucină |
| AUA Isoleucină |
| 1AUG Metionină |

| ACU Treonină |
| ACC Treonină |
| ACA Treonină |
| ACG Treonină |

| AAU Asparagină |
| AAC Asparagină |
| AAA Lisină     |
| AAG Lisină     |

| AGU Serină   |
| AGC Serină   |
| AGA Arginină |
| AGG Arginină |

| GUU Valină |
| GUC Valină |
| GUA Valină |
| GUG Valină |

| GCU Alanină |
| GCC Alanină |
| GCA Alanină |
| GCG Alanină |

| GAU Asparaginază  |
| GAC Asparaginază  |
| GAA Acid glutamic |
| GAG Acid glutamic |

| GGU Glicină |
| GGC Glicină |
| GGA Glicină |
| GGG Glicină |

Culoarea stabilită aminoacizilor:
| hidrofob (nepolarizat)                      |
| hidrofil neutru (polarizat)                 |
| hidrofil se poate încărca pozitiv = alcalin |
| hidrofil se poate încărca negativ = acid    |